# アクセル・トルネマン
アクセル・トルネマン（Axel Törneman、1880年10月28日 - 1925年12月26日）はスウェーデンの画家である。

## 略歴
スウェーデン、ヴェルムランド県のPersbergの爆発物工場の技術者の息子に生まれた。1899年からヨーテボリの美術学校でカール・ヴィルヘルムソン(Carl Wilhelmson)に学び、しばらく、北欧の島を旅した後、1900年から、ドイツ、フランスで修業した。ドイツでは、ミュンヘン美術院で学び、ダッハウのアドルフ・ヘルツェルの美術学校でも学んだ。アルノルト・ベックリンらの作品から、象徴主義や表現主義のスタイルに影響を受けた。
1902年からパリやブルターニュの村クードヴィル＝シュール＝メールで活動し、パリの美術学校、アカデミー・ジュリアンで学び、ゴッホやゴーギャンの作品に影響を受けた。パリの夜のカフェの風景を描いた一連の作品を描き、1905年までには高い評価を得るようになった。1905年にはサロン・ドートンヌに出展した。
1906年にスウェーデンに帰国し、ストックホルムにスタジオを開いた。1908年にパリ知り合ったノルウェー生まれの歌手と結婚した。帰国後は商業美術の分野や、壁画も描いた。
1915年のサンフランシスコ万国博覧会の展覧会で金賞を受賞した 。
息子のアルゴート・トルネマン(Algot Törneman:1909-1993)も画家になった。

## 作品

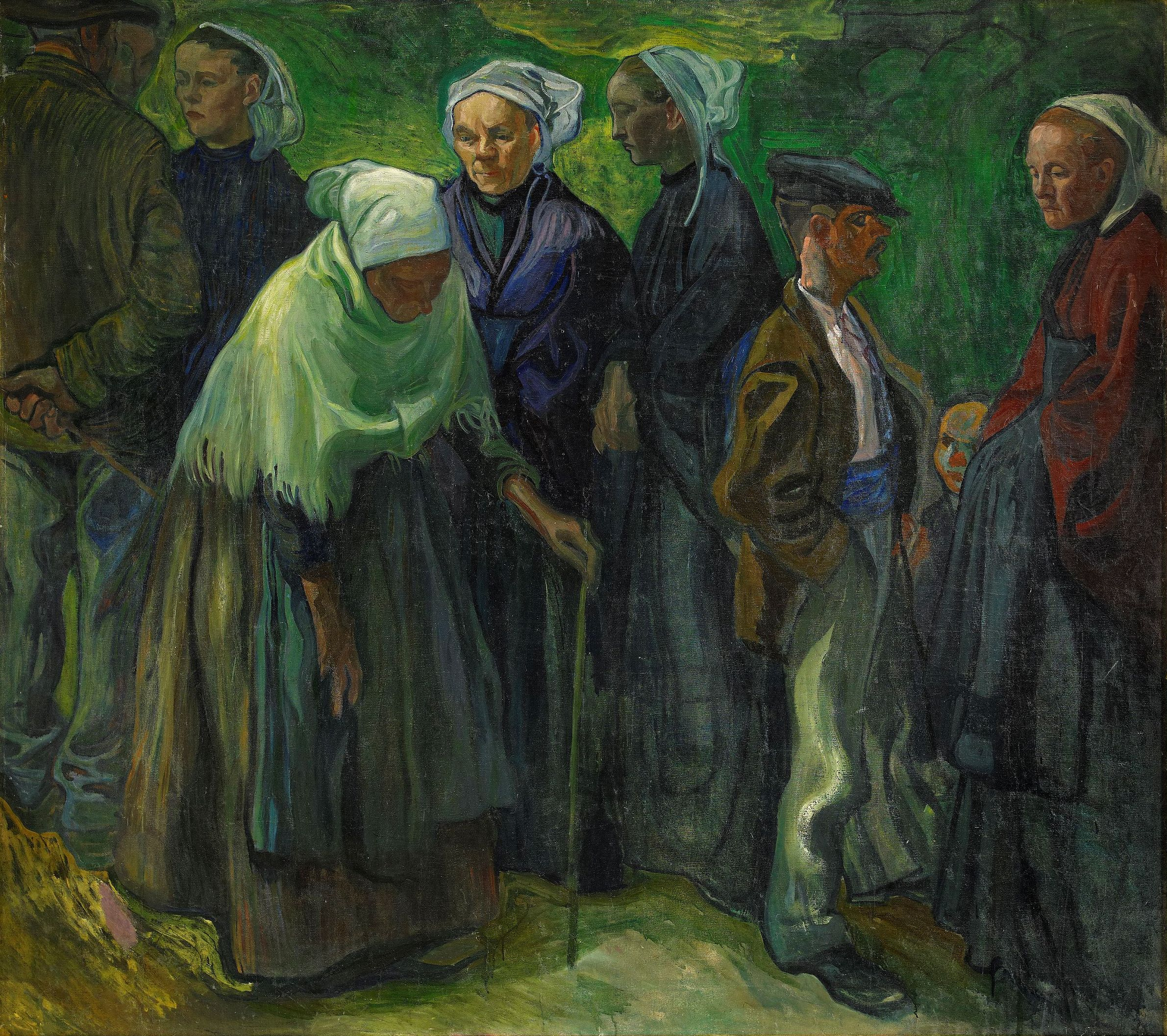
ブルターニュの人々 (1905)
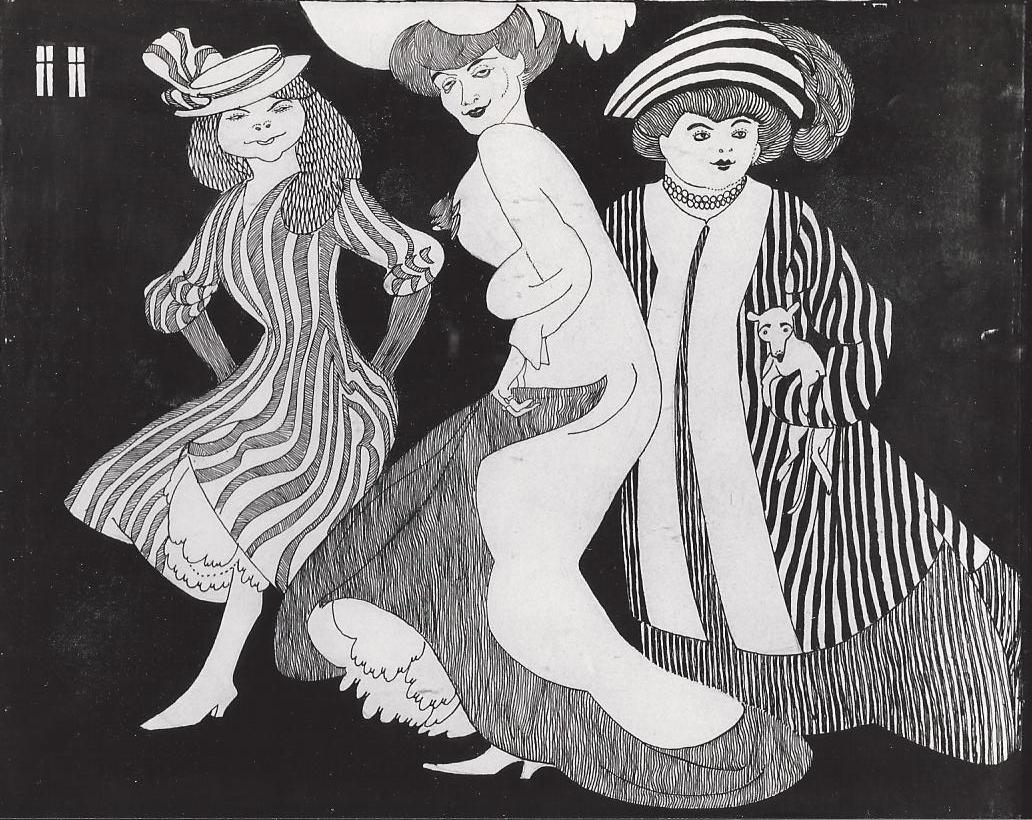
ココット (1905)
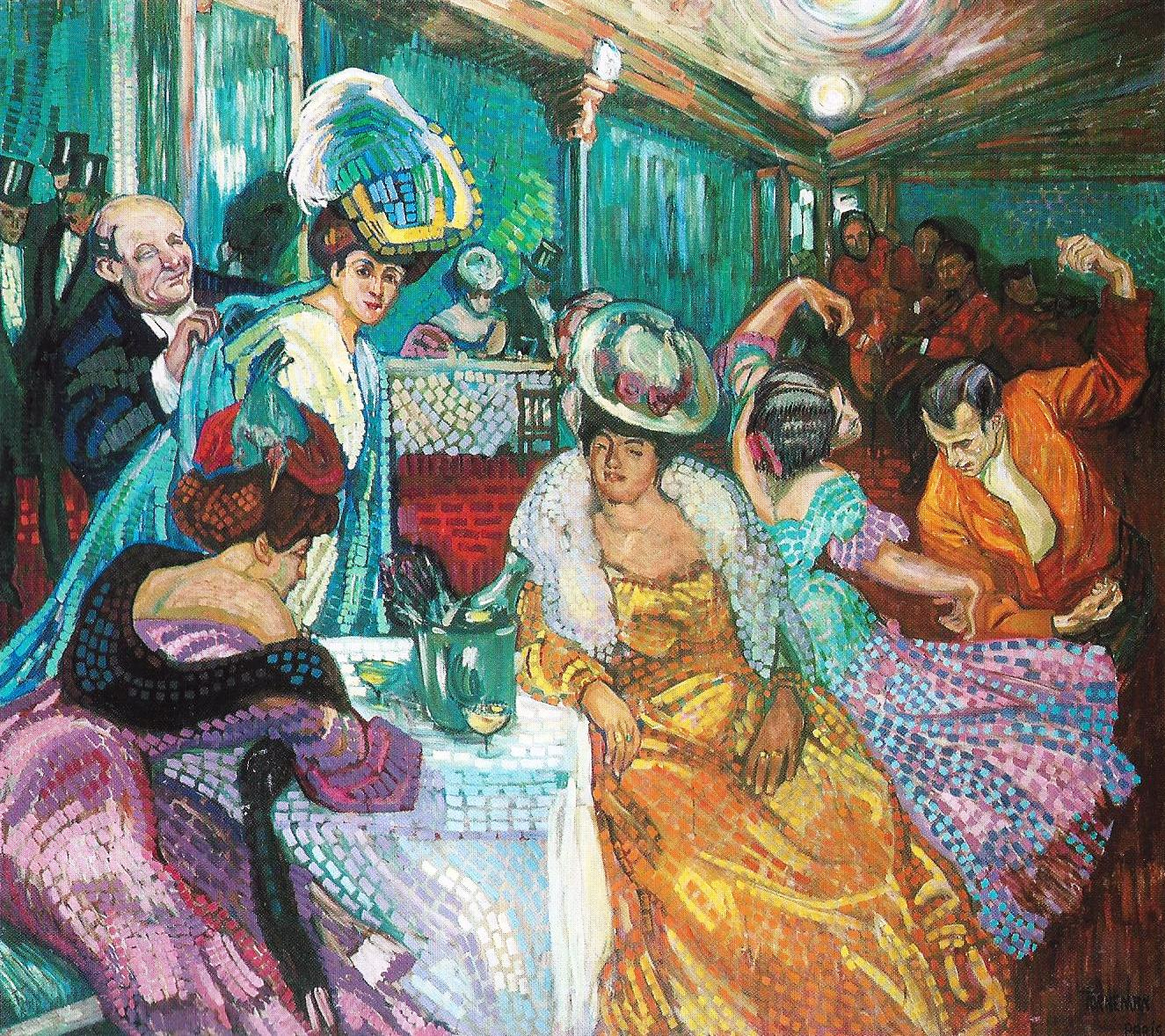
夜のカフェ(1905/1906)
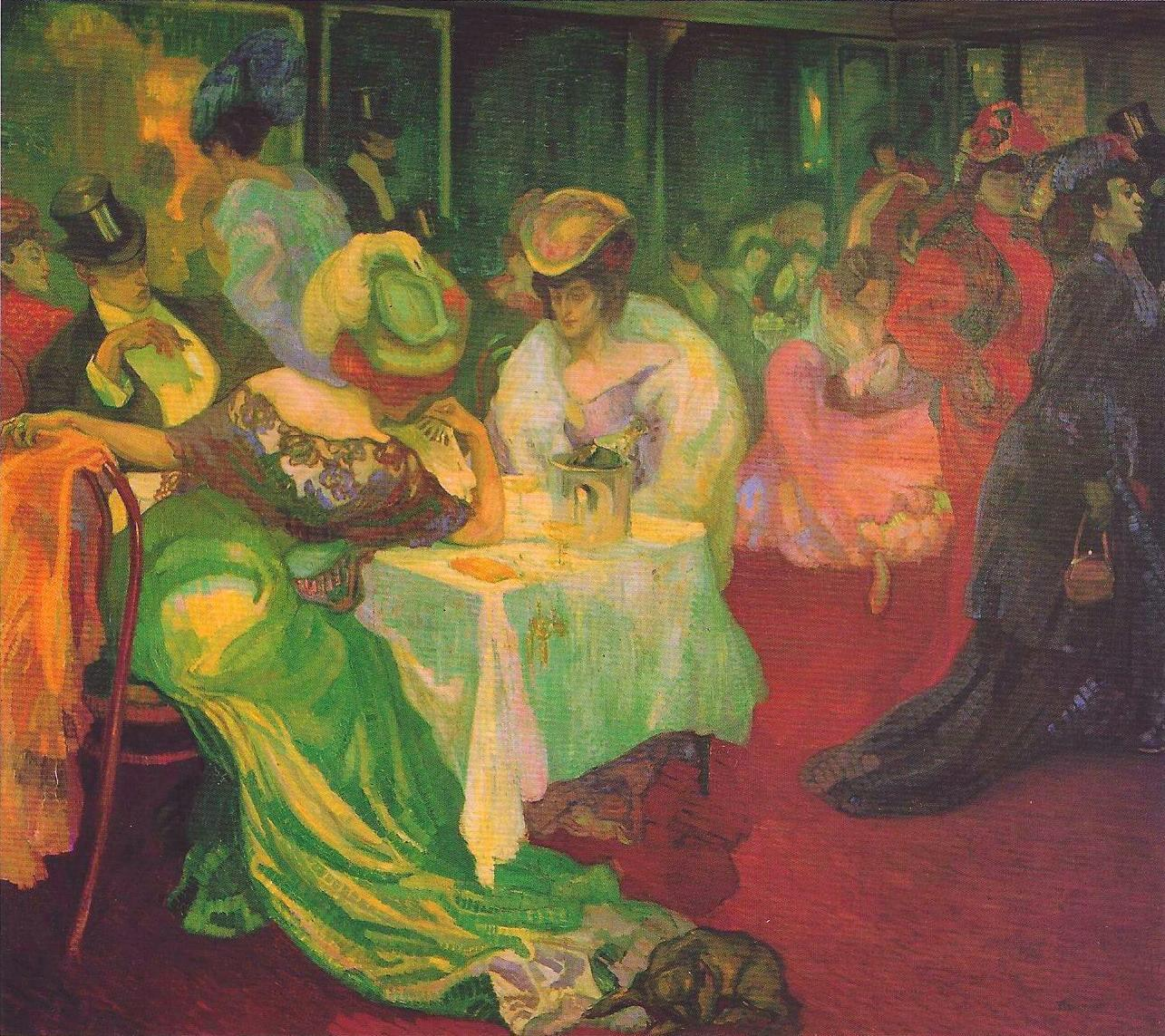
夜のカフェ(1906)
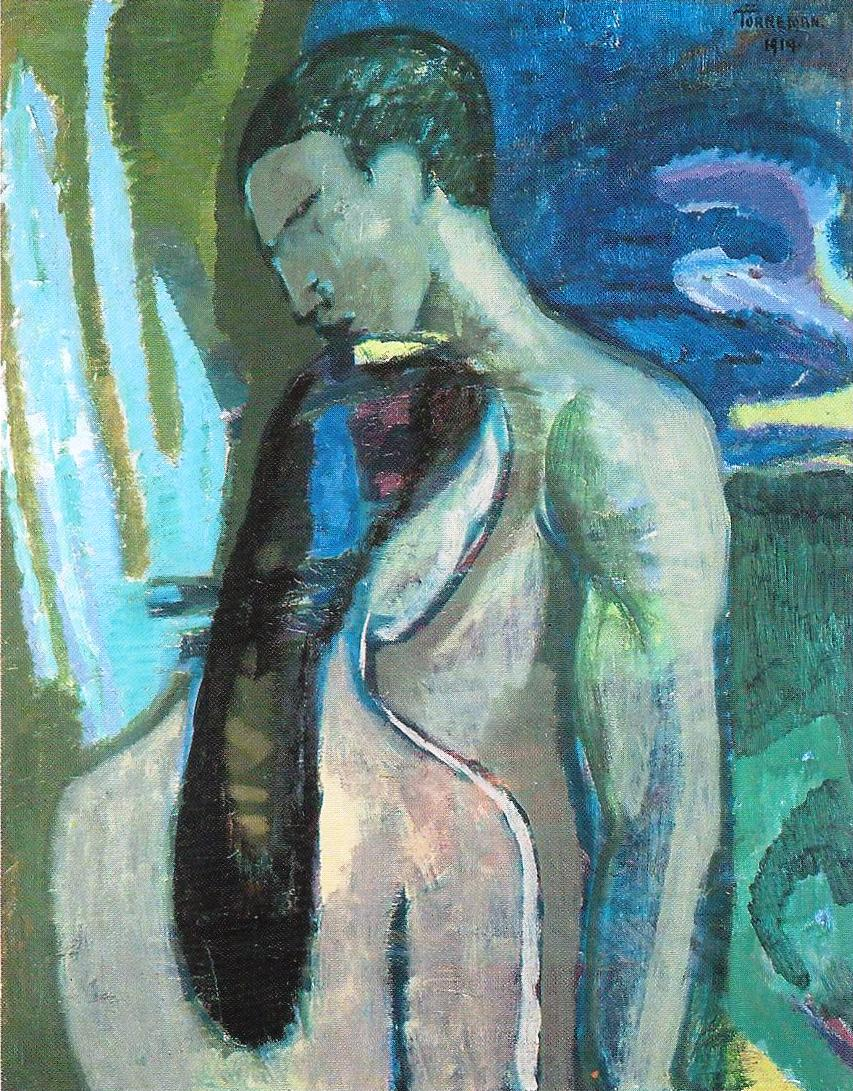
若者(1919)
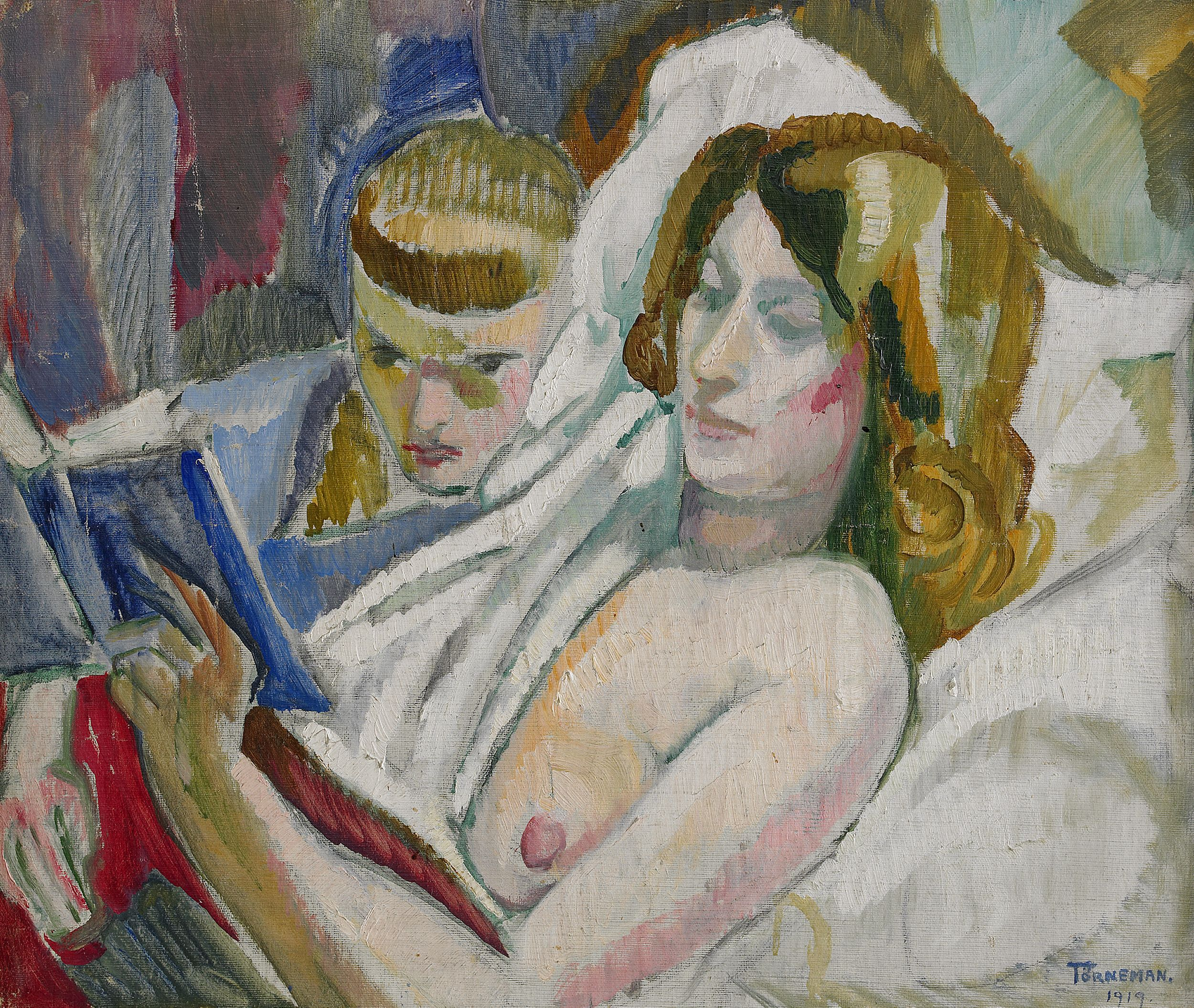
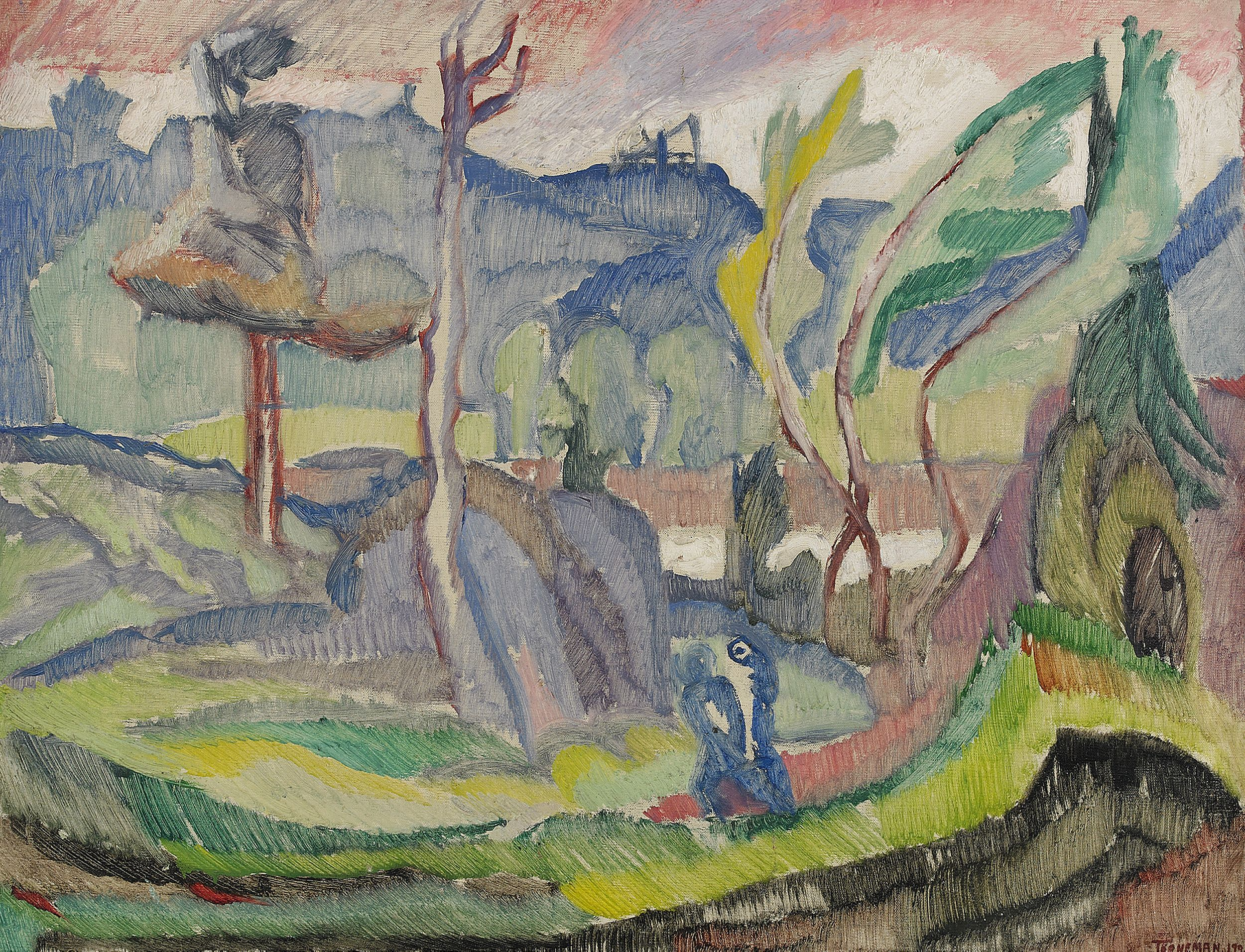
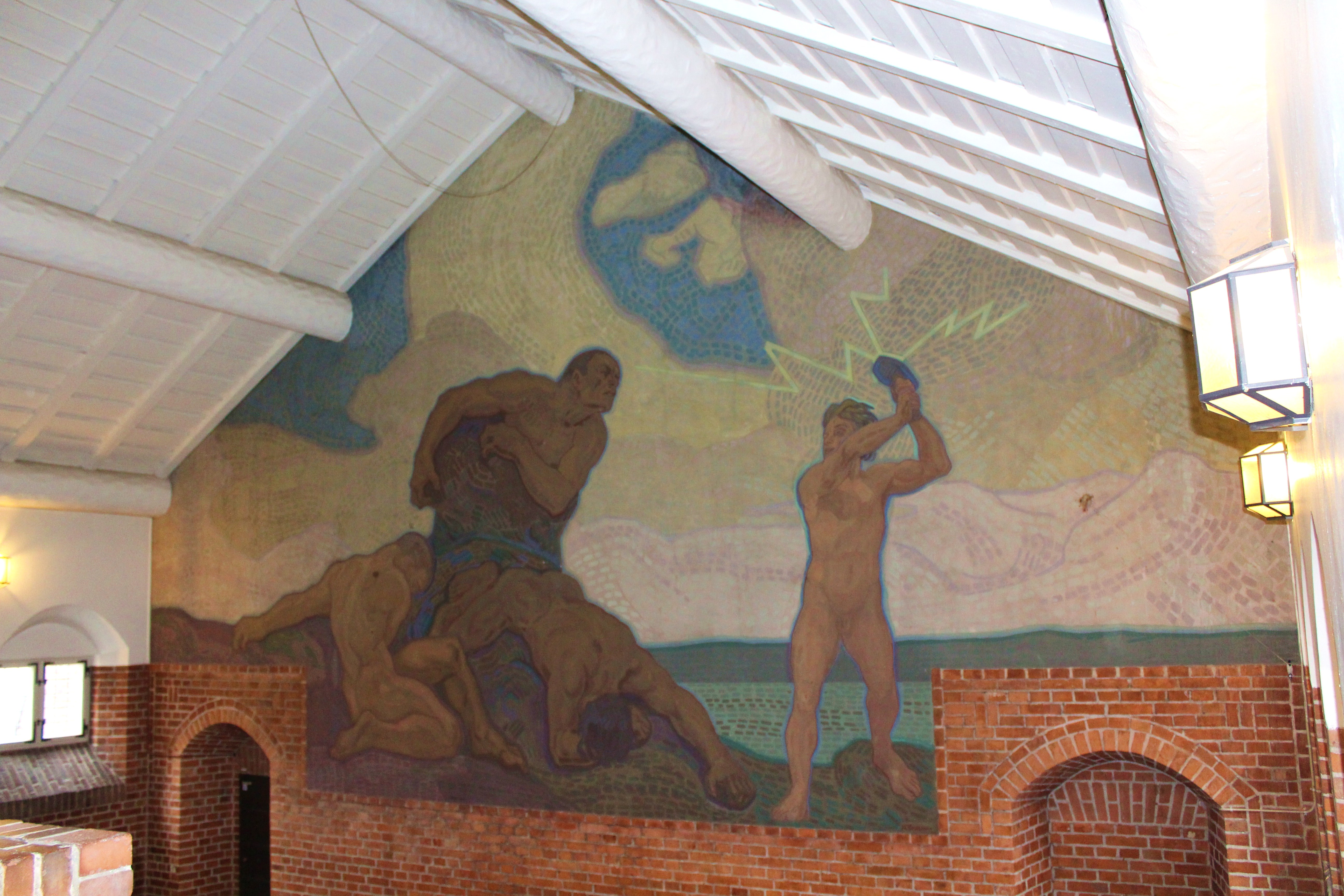
壁画

## 関連図書
- Axel Törneman : artist file, study photographs and reproductions of works of art with accompanying documentation 1920–2000, Frick Art Reference Library of The Frick Collection. Accessed 2012-12-19. OCLC 84495008
- Theorell, Anita, Studier kring Axel Törnemans Riksdagshus Målningar, (Studies on Axel Törneman Parliament building's Paintings; academic dissertation), Stockholm, 1973 (Museum Stavanger Biblioteket, Norway, (STAVMUS, bibl, 75(485))).
- Källström, Magnus, Nattcafé. Om Axel Törnemans tid i Paris 1902 – 1906, Stockholm 1988. (Night Café. Axel Törnemans's time in Paris)
- Källström, Magnus, Torgny Lagman: Axel Törnemans ma°lningar i riksdagshuset, (Parliament House), Stockholm, Sandler, 1990. ISBN 9789187790201.
- Rausing, Birgit, et al., Signums svenska konsthistoria, Konsten 1890 – 1915, Lund 2001, s. 283ff, (Signums Swedish art history). ISBN 9789187896460.
- Axel Törneman, Search, New York Art Resources Consortium, arcade.nyarc.org. Accessed 2012-12-20.